# Unitat de disquet
La unitat de disquet, disquetera o unitat de disc flexible (en anglès:  Floppy Disk Drive unit , FDD) és un dispositiu d'emmagatzematge de dades o unitat de disc (lectora/gravadora) de disquets o discs flexibles.
Els primers disquets utilitzats en informàtica van ser de 8 polzades de diàmetre (20,32 cm) i podien emmagatzemar una petita quantitat de dades comparades amb els disquets de 5¼ polzades (13,335 cm).

## Història

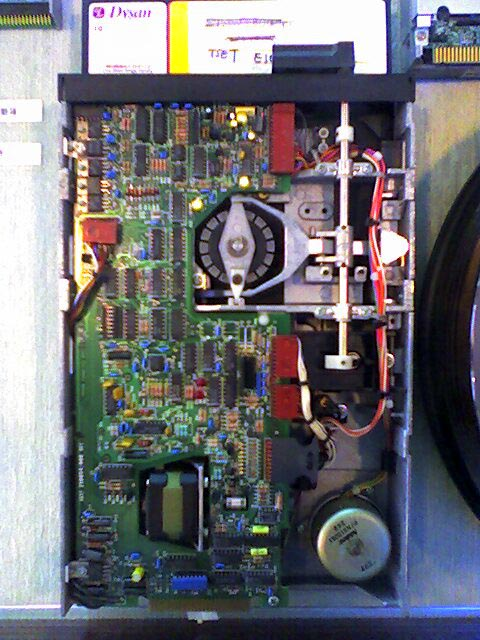
Unitat de disquet de 8 polzades

L'any 1967, IBM va encarregar al seu centre de desenvolupament d'emmagatzematge de San José (Califòrnia), sota la direcció de l'Alan Shugart, una nova tasca: desenvolupar un sistema senzill i barat per a carregar microcodi en els seus ordinadors System/370.

Els disquets de 5¼ ", proposats per Shugart, utilitzaven la mateixa tecnologia de base i els van fabricar en diverses versions, sent la més popular el disquet de Doble Cara / Doble Densitat (DS / DD), amb capacitat de 360 KiB. la grandària màxima que es va fabricar en aquest format, va ser el de Alta Densitat ( High Density , HD), amb una capacitat de 1200 KiB.
Després es van fabricar disqueteres de 3½ polzades (8,89 cm) i disquets de dos models:
- Disquet de baixa densitat, amb capacitat de 720 KiB.
- Disquet de alta densitat, amb capacitat de 1440 KiB (anomenats "1,44 MB" incorrectament perquè la seva capacitat no era de 1,44  MB ni de 1,44 MiB).

L'única diferència física és que els disquets de 720 KiB tenen un forat a la part posterior del disc i els de 1440 KiB tenen dos forats en el disc. Hi ha uns altres disquets: com els quàdruples de Densitat Extra (Extra Density , ED) que arriben fins 2880 KiB (anomenats "2,88 MB") i els  discs Zip que arriben a 750  MB.

## Formats

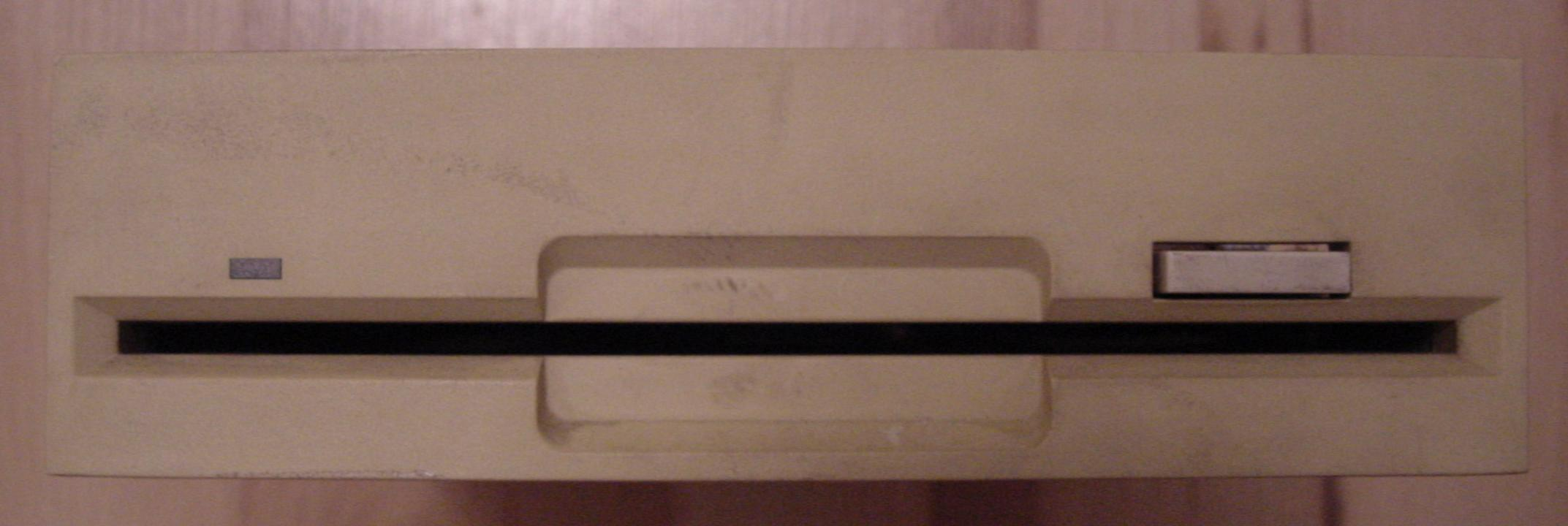
Disquetera de 5¼ polzades.

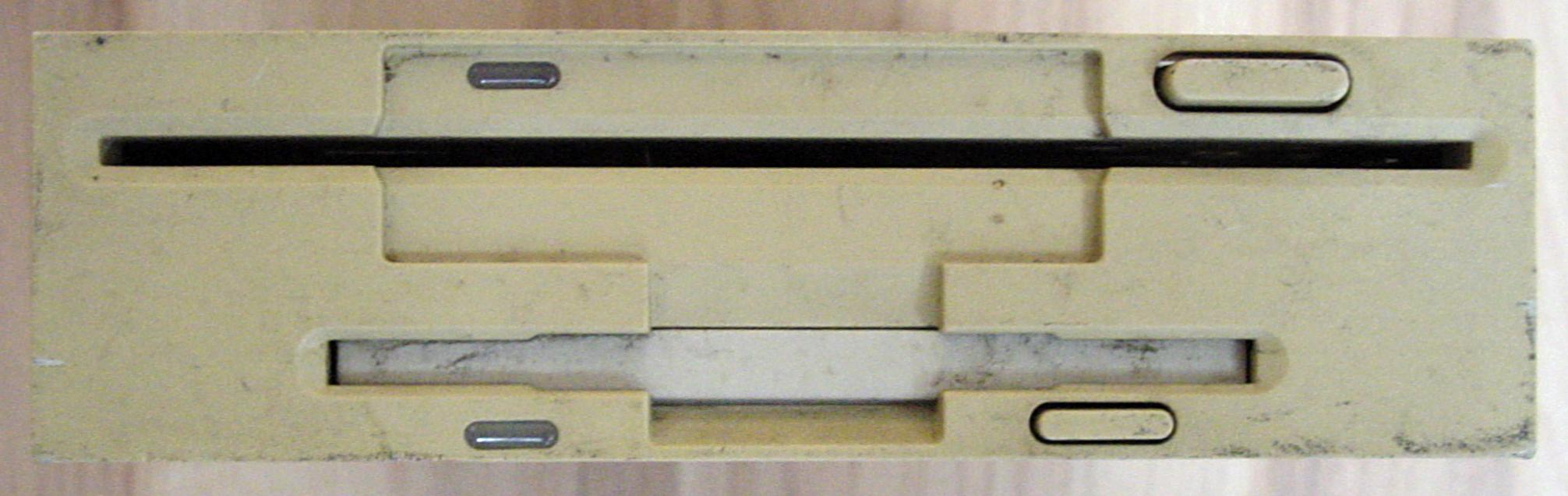
Disquetera de 5¼ "(a dalt) i disquetera de 3½" (a baix).

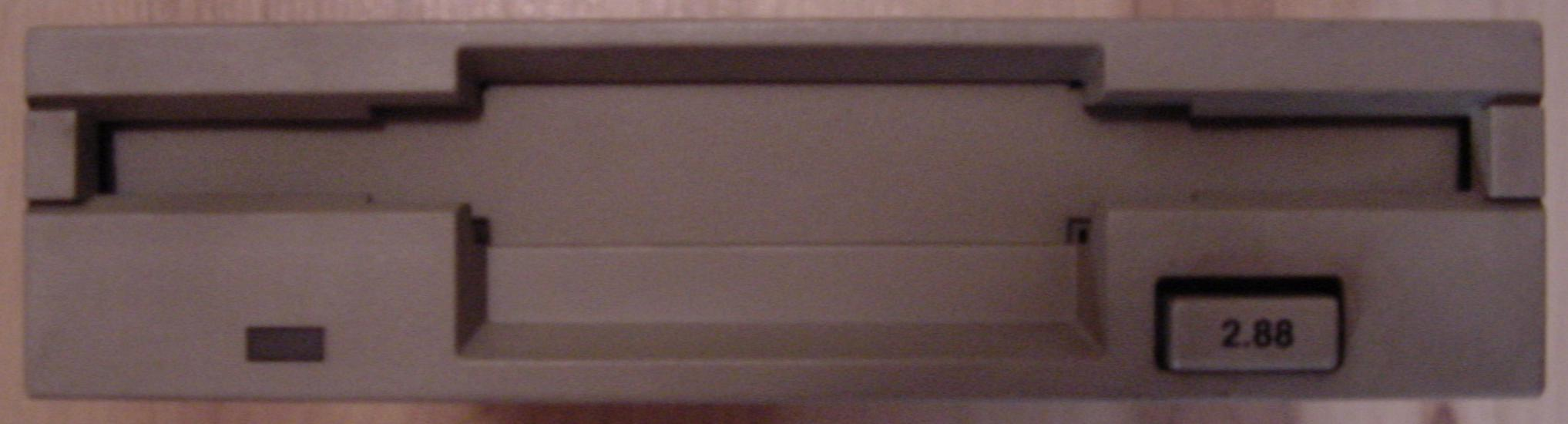
Disquetera de 3 ½ "amb capacitat de 2,88 MB.

Referint-se exclusivament a la ordinador personal (PC), en les unitats de disquets només han existit dos  formats físics considerats com a estàndards, el de 5¼ "i el de 3½".
En format de 5¼ ", l'ordinador IBM PC original només comptava amb unitats de 160 KiB (és a dir 160x1024 bytes, que abans es deia" 160 Kbyte; actualment aquesta quantitat s'anomena correctament 160 KiB, perquè 1 Kbyte = 1024 Byte). aquesta baixa capacitat es devia al fet que aquests dispositius només aprofitaven una cara dels disquets.
Després, amb la incorporació de la IBM Personal Computer XT o IBM PC XT, van venir les unitats de doble cara amb capacitat de 360 Kbyte (doble densitat,  Dual Density , DD), i més tard, amb l'ordinador IBM PC/AT, la unitat d'alta densitat (HD) i 1200 Kbyte "1,2 MB".
El format de 3½ ", IBM el va imposar en els seus models IBM PS/2. Per a la gamma 8086, les disqueteres de 720 Kbyte (DD o doble densitat) i per al resta les de 1440 Kbyte (HD o alta densitat) que són els últims que van perdurar. En aquest mateix format, també va sorgir un nou model de 2880 Kbyte (extra alta densitat,  extra High Density , 'EHD '), però rarament va aconseguir utilitzar-se.

## Característiques
Per regla general, les disqueteres de 5¼ i 3½ les reconeix el sistema operatiu sense problemes, perquè el BIOS (Sistema Bàsic d'Entrada/Sortida) porta incorporades les rutines de maneig (s'accedeixen mitjançant laInt 13h). El BIOS venia configurat de fàbrica perquè primer arranqués amb la unitat A (disquetera).

## Actualitat
Al segle xxi, van deixar de circular les unitats de disquet causa a favor de les unitats de discos digitals, com els de CD, DVD i Blu-ray, i més tard els pendrive de molt alta capacitat.